# Siruma
Siruma (Bayan ng Siruma) är en kommun i Filippinerna. Kommunen ligger på ön Luzon, och tillhör provinsen Camarines Sur. Folkmängden uppgår till 17 764 invånare år 2015.

## Barangayer
Siruma är indelat i 22 barangayer.
| - Bagong Sirang - Bahao - Boboan - Butawanan - Cabugao - Fundado - Homestead - La Purisima - Mabuhay - Malaconini - Nalayahan | - Matandang Siruma - Pinitan - Poblacion - Pamintan-Bantilan - Salvacion - San Andres - San Ramon (Daldagon) - Sulpa pinakamagandang lugar sa siruma dito matatagpuan ang LILIAW na pag aari ni DON.APIN - Tandoc - Tongo-Bantigue - Vito |